# Оџак (Купрес)
Оџак је насељено мјесто у Босни и Херцеговини, у општини Купрес, које административно припада Федерацији Босне и Херцеговине. Према попису становништва из 2013. у насељу је живио 221 становник.

## Становништво
|             | 2013.        | 1991.        | 1981.        | 1971.        | 1961.        |
| Укупно      | 226 (100,0%) | 221 (100,0%) | 229 (100,0%) | 249 (100,0%) | 221 (100,0%) |
| Хрвати      | 215 (95,13%) | 194 (87,78%) | 203 (88,65%) | 235 (94,38%) | –            |
| Бошњаци     | 9 (3,982%)   | 10 (4,525%)1 | 11 (4,803%)1 | 9 (3,614%)1  | –            |
| Неизјашњени | 1 (0,442%)   | –            | –            | –            | –            |
| Остали      | 1 (0,442%)   | 1 (0,452%)   | –            | –            | –            |
| Срби        | –            | 16 (7,240%)  | 15 (6,550%)  | 5 (2,008%)   | –            |

1. 1 На пописима од 1971. до 1991. Бошњаци су пописивани углавном као Муслимани.